# Plectroctena dentata
Plectroctena dentata är en myrart som beskrevs av Santschi 1912. Plectroctena dentata ingår i släktet Plectroctena och familjen myror. Inga underarter finns listade i Catalogue of Life.

## Bildgalleri

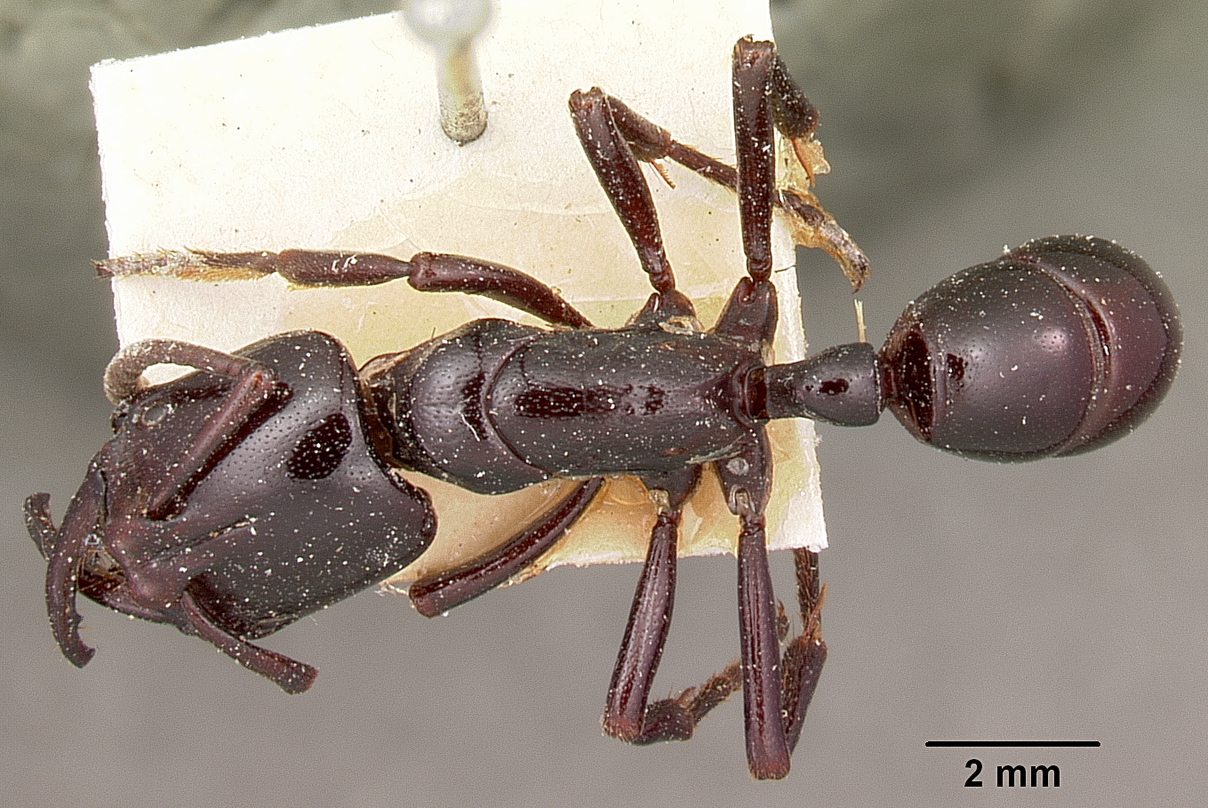
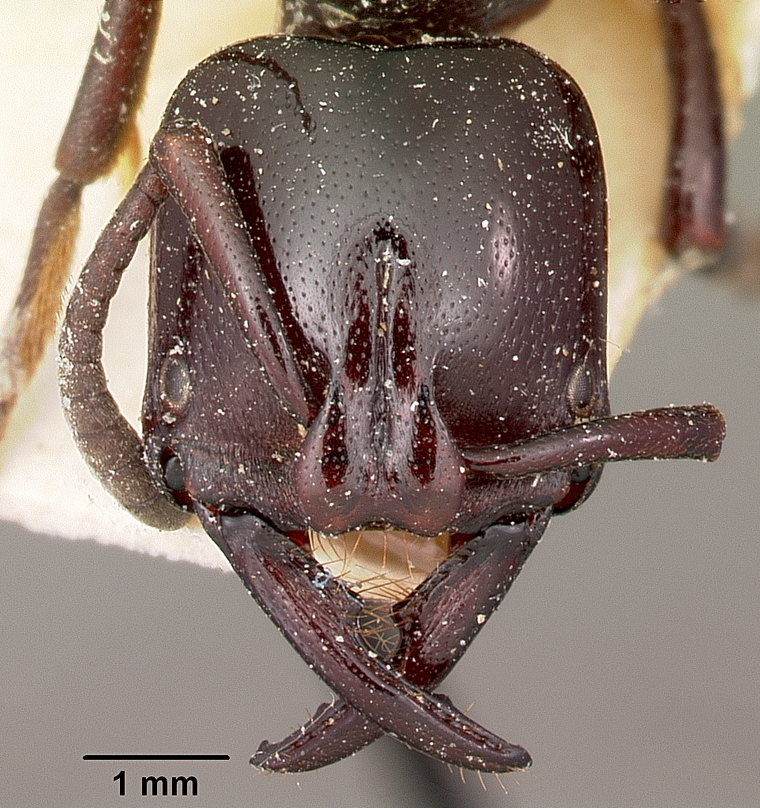
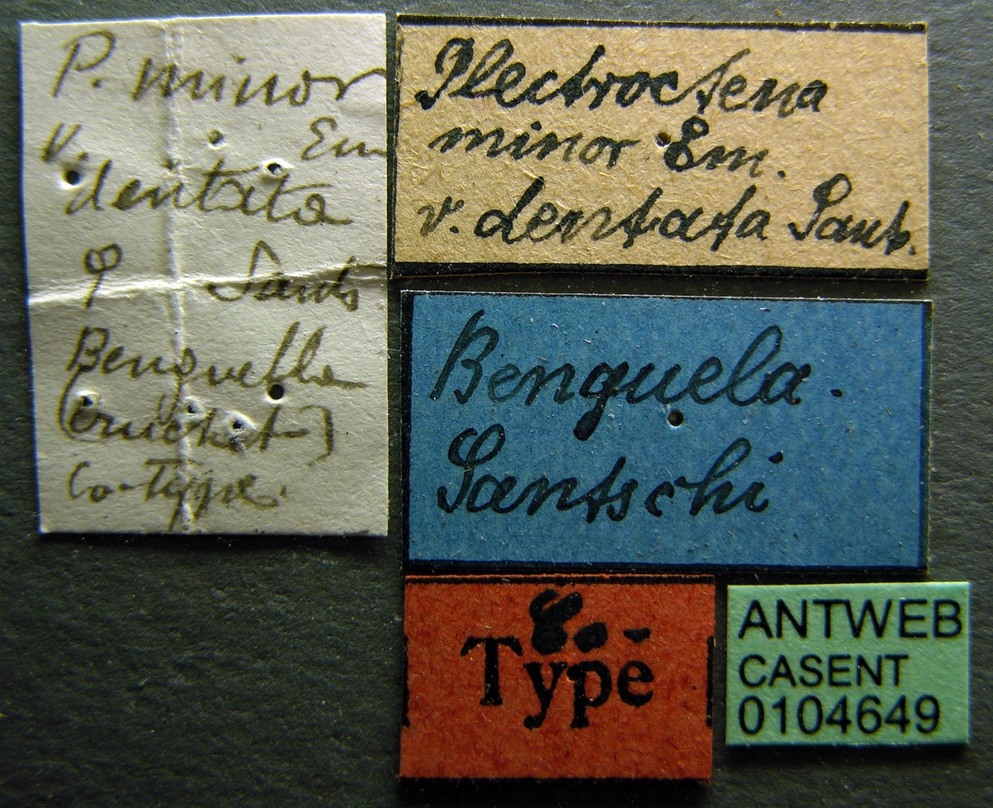
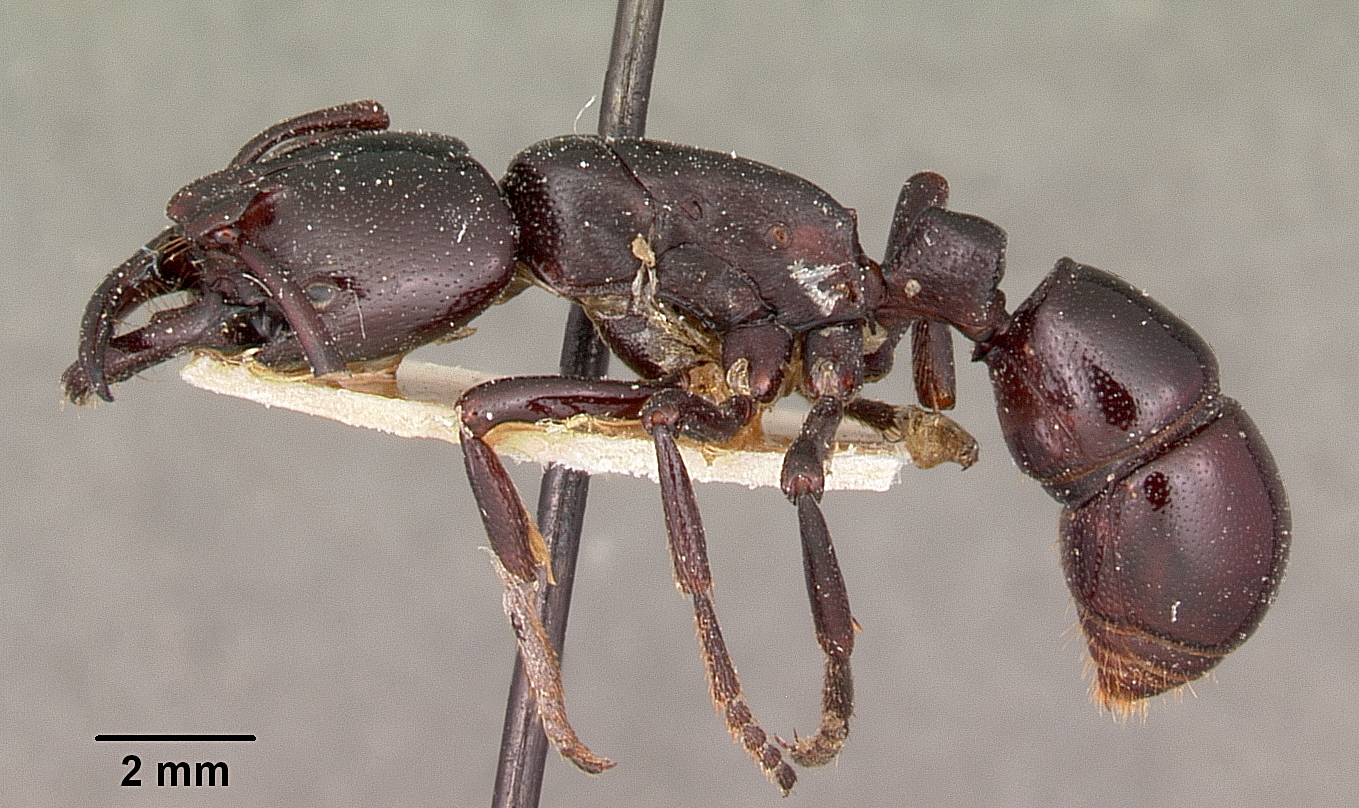